# تقي الدين السبكي
تَقِيُّ الدِّيْنِ السُّبْكِيُّ (683 - 756 هـ/ 1284 - 1355 م) الفقيه الشافعي الصوفي المحدث الحافظ المفسر المقرئ الأصولي المتكلم النحوي اللغوي الأديب الحكيم المنطقي الجدلي الخلافي النظار، يلقب بـ«شيخ الإسلام وقاضي القضاة». وهو والد الفقيه تاج الدين السبكي.

## نسبه
أبو الحسن علي بن عبد الكافي بن علي بن تمام بن يوسف بن موسى بن تمام بن حامد بن يحيى بن عمر بن عثمان بن علي بن مسوار بن سوار بن سليم السُّبْكي، الخزرجي، الأنصاري.

## حياته
ولد في غرة صفر سنة 683 هـ في قرية سُبْك الأحد (سُبْك العبيد) ـ إحدى قرى محافظة المنوفية حالياً ـ وتعلم في صغره على والده الذي هيأ له الجو المناسب لتحصيل العلم؛ وانتقل مع أبيه إلى القاهرة حيث تتلمذ على عدد من أعيان عصره، وعلى رأسهم أبوه الشيخ عبد الكافي السبكي، وكان من نواب شيخ الإسلام ابن دقيق العيد في القضاء، وقد اعتنى به كثيراً ليتفرغ لطلب العلم، حتى صار من أعلام الشافعية وعلمائها المعدودين، وجلس للتدريس في مصر والشام، ولقب بآخر المجتهدين، وقد اشتهر بقوة الذاكرة وسعة الحافظة حتى أنه كان يحفظ كل ما يطالعه ولا ينساه، حتى صار أعجوبة عصره. وكان كثير التعظيم للصوفية والمحبة لهم، يقول: «طريق الصوفي إذا صحت هي طريقة الرشاد التي كان السلف عليها»، وقد نال حظوة كبيرة عند الناصر محمد بن قلاوون وكبار رجال الدولة المملوكية المعاصرين حتى جرى في مصالح الناس، وقد عرف عن الشيخ تقشفه في شتى جوانب الحياة، وقد تولى عددا من الوظائف في مصر مثل التدريس في المدرسة المنصورية والهكارية وجامع الحاكم وخطب في جامع أحمد بن طولون، ثم سافر ليتولى القضاء بدمشق عام 739 هـ / 1339 م بعد إلحاح من الناصر محمد بن قلاوون، وقد ضرب أروع الأمثلة في ولايته على هذه الوظيفة للحيدة والنزاهة والتمسك بالحق، وكف الظلم حتى قال عنه صلاح الدين بن أيبك الصفدي: «باشر قضاءها بصلف زائد وسلوك ما حال عن جادة الحق ولا حاد، منزه النفس عن الحطام منقادا إلى الزهد الصادق بخطام، مقبلا على شأنه في العمل، منصرفاً إلى تحصيل السعادة الأبدية فماله في غيرها أمل، ناهيك به من قاض، حكمه في هذا الإقليم متصرف الأوامر، وحديثه في العفة عن الأموال عُلالة المسامر، ليس ببابه من يقول لخصم هات، ولا من يجمجم الحق، أو يموع الترهات». وفي دمشق تولى عدداً من الوظائف مثل رواية الحديث، والتدريس بالمدرسة المسرورية، ومشيخة المدرسة الأشرفية إلى جانب القضاء، والخطابة بالجامع الأموي، ثم تنازل عن القضاء لولده تاج الدين عبد الوهاب السبكي، وعاد للقاهرة وتوفي بها في الثالث من جمادى الثانية سنة 756 هـ، ودفن بمقبرة سعيد السعداء بالقاهرة، ورثاه صلاح الدين الصفدي بقصيدة طويلة.
وكانت ولايته لقضاء دمشق سبباً لصدامه مع السلطات الحاكمة بسبب صلابته في الحق حيث أنه كان لا يخشى في الله لومة لائم، فلا يقضي إلا بما استراح إليه ضميره على أساس من الشرع، حتى قال أحد كبار الأمراء المماليك وكان يدعى بدر الدين بن جنكلي بن البابا: «نحن مع هذا السبكي في صداع» كذلك وقف في وجه أرغون شاه نائب الشام واحتد الموقف بينهما ذات مرة حتى قال له: «يا أمير أنا أموت وأنت تموت».

## صفته
كان تقي الدين أبو الحسن علي بن عبد الكافي جميل الصورة، بهي الطلعة، عليه جلالٌ ووقار، ومهابةٌ وافرةٌ، قال تلميذه الصفدي: «فمٌ بسامٌ، ووجهٌ بينَ الجمالِ والجلال قسّام»، وقال ابن فضل الله: «جبينٌ كالهلال، ووقارٌ عليه سِيما الجلال».
وكان من الدين والتقوى والورع والعبادة وسلوك سبيل الأقدمين على قدم عظيمة، مع غاية الكرم والسخاء والحِلم، فلم ينتقم لنفسه قط، بل يصفح ويعفو، شديد الحياء متواضعًا، في غاية الإنصاف والرجوع إلى الحق في المباحث ولو على لسان أحدِ المستفيدين منه، ولم يُسمَعْ يَغتابُ أحدًا قط، من الأعداء ولا من غيرهم.
وكان زاهدًا في الدنيا لا يستكثر على أحد منها شيئا مُقْبلا بكُلِّيته على الآخرة، قليلَ الطعام والمنام، زهيدَ الملبس، مُعرضًا عن الخلق، متوجهًا إلى الحق، دائم التلاوة والذكر والتهجّد، كثيرَ المراقبة لدخائل النفس، منتصرًا للحق لا يحابي فيه أحدًا، وقد لقي بسبب ذلك شدائد كثيرة.
وكان كثير المحبة للصالحين والأولياء، متأدبًا مع العلماء، المتقدمين منهم والمتأخرى ن، كثير التعظيم للصوفية والمحبة لهم، ويقول: «طريق الصوفي إذا صحت هي طريقة الرشاد التي كان السَّلفُ عليها».
وكان الشيخ نادرةَ العصر في الإحاطة بفنون العلم وسَعةِ الإطلاع، ضاربًا بسهمه في مختلف العلوم الشرعية وكذلك العلوم الأخرى كالأدب واللغة والتاريخ والحساب وغيرها، مع البراعة والتحقيق، أما في البحثُ والتحقيقُ وحسنُ المناظرة فقد كان أستاذَ زمانه، وفارسَ ميدانه ولا يختلف عليه اثنان في أنه البحر الذي لا يُساجلُ في ذلك، وكان من كبار أعلام المذهب معرفةً واطلاعًا وتحريرًا وتدقيقًا، حيث شرح المنهاج وكمّل كتاب «المجموع في شرح المهذب» وتخرّج على يديه من كبار الأئمة في المذهب كالإسنوي والبلقيني وابن النقيب المصري وابن الملقن وغيرهم.
حتى أن له معرفة بجميع المذاهب الأخرى إلى أن أصبح إمامًا مجتهدًا، وكان آيةً في استحضار التفسير، ومتون الأحاديث وعزوها، ومعرفة العِللِ وأسماء الرجالِ، وتراجمِهم، ووفياتهم، ومعرفةِ العالي والنازل، والصحيح والسقيم، وعجيب الاستحضار وللمغازي والسِّيَر والأنساب، والجرح والتعديل، آيةً في استحضار مذهبِ الصحابةِ والتابعينَ وفِرَق العلماء.

## شيوخه
حرص والده على أن يتفرغ للعلم ومن ثم وفر له جوا مناسبا لتحصيل أكبر قدر من العلوم حيث تتلمذ على عدد من أعيان علماء عصره، ومنهم:
1. الشيخ شمس الدين بن الجزري الذي تلقى على يديه علم الكلام.
2. والشيخ نجم الدين بن الرفعة شيخ الشافعية في زمانه والذي أخذ عنه الفقه الشافعي.
3. والحافظ شرف الدين الدمياطي وقد أخذ عنه الحديث.

كما تتلمذ على يد الحافظ سعد الدين الحارثي الحنبلي، وشيخ الإسلام تقي الدين بن دقيق العيد، وجلس إلى أبي حيان الأندلسي وأخذ عنه النحو، وأخذ التصوف عن ابن عطاء الله السكندري، كما قرأ الأصلين (أصول الدين وأصول الفقه) وسائر المعقولات على الإمام علاء الدين الباجي، وأخذ المنطق عن سيف الدين البغدادي، وجلس إلى الشيخ علم الدين العراقي وأخذ عنه التفسير، كما جلس للشيخ عبد الله الغماري المالكي.
كما تلقى العلم على عدد من علماء الإسكندرية، ومنهم:
1. أبو الحسين الصواف.
2. وعبد الرحمن بن مخلوف بن جماعة.
3. ويحي ابن محمد بن عبد السلام.

وسمع بالقاهرة من كل من:
1. على بن نصر الصواف.
2. وعلي بن عيسى القيم.
3. وعلى بن محمد بن هارون الثعلبي.
4. وعمر بن عبد العزيز بن الحسين بن رشيق.
5. وشهدة بنت عمر بن العديم.

كما تلقى العلم بدمشق من:
1. ابن الموازيني.
2. وابن مشرف.
3. وأبي بكر عبد الدائم.
4. وأحمد بن موسى الدشتي.
5. وعيسي المطعم.
6. وإسحاق بن أبي بكر النحاس.
7. وسليمان حمزة القاضي.

وفي بغداد أجاز له «الرشيد بن أبي القاسم» و«إسماعيل بن الطبال» وفي الحجاز حيث تتلمذ على يد شيخ الحرم النبوي رضي الدين إبراهيم بن محمد.

## تلاميذه
جلس للتدريس وتتلمذ على يديه عدد كبير من الطلاب من أبرزهم:
1. جمال الدين عبد الرحيم بن الحسن الإسنوي.
2. وسراج الدين عمر بن رسْلان البُلقيني.
3. ومجد الدين الفيروزآبادي مؤلف (القاموس المحيط).
4. والحافظ عبد الرحيم العراقي.
5. والحافظ جمال الدين المزي.[4]
6. والحافظ علم الدين البرزالي.[4]
7. والقاضي صلاح الدين الصفدي.
8. وشمس الدين محمد بن عبد الخالق المقدسي.
9. والمؤرخ شمس الدين الذهبي.
10. وأبو المعالي ابن رافع.
11. والرحالة خالد بن أحمد البلوي.

## أهم إنجازاته
1. إعلاء شأن المذهب الشافعي.
2. تأليف عدد كبير من المؤلفات العلمية المهمة في مختلف العلوم. قال ابن الرفعة: إمام الفقهاء ومصنفاته تزيد على المائة والخمسين.[5] وقال عمر رضا كحالة في معجم المؤلفين: «في مفتاح السعادة: أما مصنفاته فجملتها من الكتب والرسائل مائة ونيف وعشرون وفي شذرات الذهب: صنف نحو مائة وخمسين كتابا».[6]
3. تتلمذ على يديه عدد كبير من التلاميذ.
4. أكد استقلال القضاء عن السلطة الحاكمة.

## أقوال العلماء فيه
- قال عنه شمس الدين الداودي في طبقات المفسرين: «تقي الدين أبو الحسن الفقيه الشافعي المفسر الحافظ الأصولي النحوي اللغوي المقرئ البياني الجدلي الخلافي النظار البارع، شيخ الإسلام أوحد المجتهدين.»[7]
- وقال عنه زين الدين العراقي: «تفقه به جماعة من الأئمة وانتشر صيته وتواليفه ولم يخلف بعده مثله.»
- وقال عنه الإسنوي في طبقاته: «كان أنظر من رأيناه من أهل العلم، ومن أجمعهم للعلوم، وأحسنهم كلاماً في الأشياء الدقيقة، وأجلدهم على ذلك، إن هطل در المقال فهو سحابه، أو اضطرم نار الجدال فهو شهابه، وكان شاعراً أديباً، حسن الحظ، وفي غاية الإنصاف والرجوع إلى الحق في المباحث، ولو على لسان آحاد المستفيدين منه، خيّراً، مواظبا على وظائف العبادات، كثير المروءة، مراعياً لأرباب البيوت، محافظاً على ترتيب الأيتام في وظائف آبائهم.»[7]
- وقال عنه خير الدين الزركلي في الأعلام: «علي بن عبد الكافي بن علي بن تمام السبكي الأنصاري الخزرجي، أبو الحسن، تقيّ الدين: شيخ الإسلام في عصره، وأحد الحفاظ المفسرين المناظرين. وهو والد التاج السبكي صاحب الطبقات. ولد في سبك (من أعمال المنوفية بمصر) وانتقل إلى القاهرة ثم إلى الشام. وولي قضاء الشام سنة 739 هـ واعتل فعاد إلى القاهرة، فتوفي فيها، من كتبه "الدر النظيم" في التفسير، لم يكمله، و "مختصر طبقات الفقهاء" و "إحياء بالنقوس في صنعة إلقاء الدروس" و "الإغريض، في الحقيقة والمجاز والكنية والتعريض" و "التمهيد فيما يجب فيه التحديد - ط" في المبايعات والمقاسمات والتمليكات وغيرها، و "السيف الصقيل - ط" رأيته بخطه في 25 ورقة في المكتبة الخالدية بالقدس، في الرد على قصيدة نونية تسمى "الكافية" في الاعتقاد، منسوبة إلى ابن القيم، و "المسائل الحلبية وأجوبتها - خ" في فقه الشافعية، و "السيف المسلول على من سب الرسول - خ" و "مجموعة فتاوى - ط" و "شفاء السقام في زيارة خير الأنام - ط" و "الابتهاج في شرح المنهاج - خ" فقه. ورأيت "مجموعة - خ" بخطه في مجلد ضخم، تشتمل على رسائل كثيرة له، منها "الأدلة في إثبات أهلة" و "الاعتبار ببقاء الجنة والنار" وفتاوى، وغير ذلك. ورأيت مجموعة أخرى كلها بخطه (في الرباط 306 أوقاف) تشتمل على تسع رسائل، منها "المخاورة والنشاط، في المجاورة الرباط" و "مصمي الرماة من وقف حماة" إلخ. واستوفى ابنه "تاج الدين" أسماء كتبه، وأورد ما قاله العلماء في وصف أخلاقه وسعة علمه.»[8]
- وقال عنه عمر رضا كحالة في معجم المؤلفين: «علي بن عبد الكافي بن علي بن تمام بن يوسف بن موسى بن تمام الانصاري، الخزرجي السبكي، الشافعي، (تقي الدين، أبو الحسن) عالم مشارك في الفقه والتفسير والأصلين والمنطق والقراءات والحديث والخلاف والأدب والنحو واللغة والحكمة. ولد بسبك العبيد من أعمال المنوفية بمصر في صفر، وتفقه على والده، ودخل القاهرة، وولي قضاء الشام، وتوفي في جمادى الآخرة بظاهر القاهرة، ودفن بمقابر الصوفية. من تصانيفه الكثيرة: الابتهاج في شرح المنهاج للنووي، الدر النظيم في تفسير القرآن العظيم، الطوالع المشرقة في الوقف على طبقة بعد طبقة، المواهب الصمدية.»[6]
- وقال عنه الحافظ ابن كثير في البداية والنهاية: «وفيها قدم القاضي تقي الدين علي بن عبد الكافي السبكي الشافعي من الديار المصرية حاكما على دمشق وأعمالها، وفرح الناس به، ودخل الناس يسلمون عليه لعلمه وديانته وأمانته، ونزل بالعادلية الكبيرة على عادة من تقدمه، ودرس بالغزالية والأتابكية، واستناب ابن عمه القاضي بهاء الدين أبو البقاء، ثم استناب ابن عمه أبا الفتح، وكانت ولايته الشام بعد وفاة قاضي القضاة جلال الدين محمد بن عبد الرحيم القزويني الشافعي، على ما سيأتي بيانه في الوفيات من هذه السنة.»[9]
- وقال عنه أيضاً في نفس الكتاب: «قال البرزالي - ومن خطه نقلت -: وفي يوم الأحد سادس عشر شوال ذكر الدرس الإمام العلامة تقي الدين السبكي، المحدث بالمدرسة الكهارية عوضا عن ابن الأنصاري أيضا...»[10]
- وقال عنه اليافعي في مرآة الجنان وعبرة اليقظان في معرفة حوادث الزمان: «وفي الشهر المذكور قدم الإمام العلامة تقي الدين علي بن عبد الكافي السبكي متوليا قضاء القضاة في البلاد الشامية، وفرح العالم به لدينه وعفته وعلومه الباهرة، وأوصافه الجميلة.»[11]
- وقال عنه ابن حجر الهيتمي في كتابه الجوهر المنظم في زيارة القبر المكرم: «...شيخ الإسلام، وعالم الأنام، المجمع على جلالته واجتهاده وصلاحه وإمامته: التقي السبكي قدس الله روحه ونور ضريحه...»[12]
- وقال عنه في كتابه الفتاوى الحديثية: «...الإمام المجتهد المتفق على إمامته وجلالته وبلوغه مرتبة الاجتهاد أبي حسن السبكي...»[13]
- وقال عنه الحافظ أبو المحاسن الحسيني: «عني بالحديث أتم عناية وكتب بخطه المليح الصحيح المتقن شيئاً كثيراً من سائر علوم الإسلام، وهو ممن طبق الممالك ذكره ولم يخف على أحد عرف أخبار الناس أمره، وسارت بتصانيفه وفتاويه الركبان في أقطار البلدان، وكان ممن جمع فنون العلم .. مع الزهد والورع والعبادة الكثيرة والتلاوة والشجاعة والشدة في دينه.»[14]
- وقال عنه ابن عابدين: «...بل يكفي في ذلك الإمام السبكي وحده، فقد قيل في حقه: لو درست المذاهب الأربعة لأملاها من صدره.»[15]
- وقال عنه الحافظ الذهبي:[7][16]

- وقال عنه أيضاً - في آخر شعر قاله - يمدح به تقي الدين السبكي:[17]

- وقال عنه الحافظ صلاح الدين العلائي: «الناس يقولون: ما جاء بعد الغزالي مثله، وعندي أنهم يظلمونه بهذا، وما هو عندي إلا مثل سفيان الثوري.»[18]
- وقال عنه صلاح الدين الصفدي: «الناس يقولون ما جاء بعد الغزالي مثله، وعندي أنهم يظلمونه بهذا وما هو عندي إلا مثل سفيان الثوري.»[14][19]
- وقال عنه في كتابه الوافي بالوفيات: «قاضي القضاة تقي الدين السبكي الشافعي علي بن عبد الكافي بن علي بن تمام بن يوسف بن موسى بن تمام بن حامد بن يحيى بن عمر بن عثمان بن مسوار بن سوار بن سليم الشيخ الإمام العالم العلامة العامل الورع الناسك الفريد البارع المحقق المدقق المفنن المفسر المقرئ المحدث الأصولي الفقيه المنطقي الخلافي النحوي اللغوي الأديب الحافظ، أوحد المجتهدين، سيف المناظرين، فريد المتكلمين، شيخ الإسلام حبر الأمة، قدوة الأئمة، حجة الفضلاء، قاضي القضاة تقي الدين أبو الحسن الأنصاري الخزرجي المصري السبكي الشافعي الأشعري، الحاكم بالشام. أما التفسير فيا إمساك ابن عطية ووقوع الرازي معه في رزية. وأما القراءات فيا بعد الداني وبخل السخاوي بإتقان السبع المثاني. وأما الحديث فيا هزيمة ابن عساكر وعي الخطيب لما أن يذاكر. وأما الأصول فيا كلال حد السيف وعظمة فخر الدين كيف تحيفها الحيف. وأما الفقه فيا وقوع الجويني في أول مهلك من نهاية المطلب، وجر الرافعي إلى الكسر بعد انتصاب علمه المذهب. وأما المنطق فيا إدبار دبيران وقذى عينيه وانبهار الأبهري وغطاء كشفه بيمينه. وأما الخلاف فيا نسف جبال النسفي وعمى العميدي، فإن إرشاده خفي. وأما النحو فالفارسي ترجل يطلب إعظامه، والزجاجي تكسر جمعه وما فاز بالسلامة. وأما اللغة فالجوهري ما لصحاحه قيمة، والأزهري أظلمت لياليه البهيمة. وأما الأديب فصاحب الذخيرة استعطى، وواضع اليتيمة تركها وذهب إلى أهله يتمطى. وأما الحفظ فما سد السلفي خلة ثغره، وكسر قلب الجوزي لما أكل الحزن لبه، وخرج من قشره هذا إلى إتقان فنون يطول سردها، ويشهد الامتحان أنه في المجموع فردها، وإطلاع على معارف أخر وفوائد متى تكلم فيها قلت: بحر زخر، إذا مشى الناس في رقراق علم كان هو خائض اللجة. وإذا خبط الأنام عشواء سار هو في بياض المحبة: من الكامل»

«وتصانيفه تشهد لي بما ادعيت وتؤيد ما أتيت به ورويت. فدونك وإياها ورشف كؤوس حمياها، وتناول نجومها إن وصلت إلى ثرياها. ولد أول يوم من صفر سنة ثلاث وثمانين وست مائة، وقرأ القرآن العظيم بالسبع. واشتغل بالتفسير والحديث والفقه والأصولين والنحو والمنطق والخلاف العميدي، والفرائض، وشيء من الجبر والمقابلة. ونظر في الحكمة وشيء من الهندسة والهيئة، وشيء يسير من الطب. وتلقى كل ما أخذه من ذلك عن أكثر أهله، ممن أدركه من العلماء الأفاضل. فمن مشاهير شيوخه في القراءات: تقي الدين الصائغ، وفي التفسير علم الدين العراقي، وفي الحديث الحافظ شرف الدين الدمياطي، وبه تخرج في الحديث. وأخذ باقي العلوم عن جماعة غيرهم، فالفقه أخذه عن الإمام نجم الدين ابن الرفعه. والأصول أخذها عن علاء الدين الباجي، والنحو عن العلامة أثير الدين أبي حيان، وغير ذلك عن غيرهم.
ورحل في طلب الحديث إلى الإسكندرية والشام، فمن مشاهير أشياخه في الرواية: ابن الصواف وابن جماعة والدمياطي وابن القيم وابن عبد المنعم وزينب. هؤلاء بمصر والإسكندرية، والذين بالشام: ابن الموازيني وابن مشرف والمطعم وغيرهم. والذين بالحجاز: رضي الدين إمام المقام وغيره. وصنف كثيراً إلى الغاية، من ذلك:
الدّر النظيم في تفسير القرآن العظيم، عمل منه مجلدين ونصفاً، وتكملة المجموع في شرح المهذب، ولم يكمل. والابتهاج في شرح المنهاج في الفقه، بلغ فيه يؤمئذ. والتحقيق في مسألة التعليق، رداً على العلامة تقي الدين ابن تيمية في الطلاق. وكان الناس قد عملوا عليه ردوداً ووقف عليها، فما أثنى على شيءٍ منها غير هذا، وقال: هذا رد فقيه. وكتاب شفاء السقام في زيارة خير الأنام رداً عليه أيضاً في إنكاره سفر الزيارة، وقرأته عليه بالقاهرة سنة سبع وثلاثين وسبع مائة من أوله إلى آخره، وكتبت عليه طبقةً جاء مما فيها نظماً: من المتقارب»
«ورفع الشقاق في مسألة الطلاق، والرياض الأنيقة في قسمة الحديقة، ومنبه الباحث في حكم دين الوارث، ولمعة الإشراق في أمثلة الاشتقاق. وإبراز الحكم من حديث رفع القلم. وإحياء النفوس في حكمة وضع الدروس، وكشف القناع في إفادة لو للامتناع. وضوء المصابيح في صلاة التراويح، ومسألة كل وما عليه تدل، ومسألة ضع وتعجل، لما وقف عليها الفاضل سراج الدين عبد اللطيف ابن الكويك كتب عليها، ونقلته من خطه: من الكامل»
«والرسالة العلائية، والتحبير المذهب، في تحرير المذهب، والقول الموعب في القضاء بالموجب، ومناسك أولى ومناسك أخرى. وبيع المرهون في غيبة الديون، وبيان الربط في اعتراض الشرط على الشرط. ونور الربيع من كتاب الربيع، والرقم الأبريزي في شرح التبريزي. وعقود الجمان في عقود الرهن والضمان، وطليعة الفتح والنصر في صلاة الخوف والقصر. والسيف المسلول على من سب الرسول، والسهم الصائب في بيع دين الغائب، وفصل المقال في هدايا العمال. والدلالة على عموم الرسالة، والتهدي إلى معنى التعدي. والنقول البديعة في أحكام الوديعة. وكشف الغمة في ميراث أهل الذمة، والطوالع المشرقة في الوقوف على طبقة بعد طبقة، وحسن الصنيعة في حكم الوديعة، وأجوبة أهل طرابلس، وتلخيص التلخيض وتاليه، والابهاج في شرح المنهاج في الأصول، ورفع الحاجب في شرح ابن الحاجب في الأصول. والقراءة خلف الإمام، والرد على الشيخ زين الدين ابن الكتاني. وكشف اللبس في المسائل الخمس، ومنتخب طبقات الفقهاء. وقطف النور في دراية الدور. والغيث المغدق في ميراث ابن المعتق. وتسريح الناظر، في انعزال الناظر، والملتقط في النظر المشترك، وغير ذلك.
ومن مسموعاته الحديثية: الكتب الستة والسيرة النبوية، وسنن الدارقطني ومعجم الطبراني، وحلية الأولياء ومسند الطيالسي، ومسند الحارث بن أسامة، ومسند الدارمي ومسند عبد ومسند العدني، ومسند الشافعي، وسنن الشافعي، واختلاف الحديث للشافعي، ورسالة الشافعي، ومعجم ابن المقرئ، ومختصر مسلم، ومسند أبي يعلى، والشفاء للقاضي عياض، ورسالة القشيري، ومعجم الإسماعيلي، والسيرة للدمياطي، وموطأ يحيى بن يحيى، وموطأ القعنبي، وموطأ ابن بكير، والناسخ والمنسوخ للحازمي، وأسباب النزول للواحدي، وأكثر مسند أحمد، ومن الأجزاء شيء كثير. ولقد شاهدت منه أموراً ما أكاد أقضي العجب منها من تدقيق وتحقيق ومشاحة في ألفاظ المصنفين، وما ينظر فيه من أقوال الفقهاء وغيرهم.
والذي أقول فيه: إنه أي مسألة أخذها وأراد أن يملي فيها منصنفاً فعل. ولم أر من اجتمعت فيه شروط الاجتهاد غيره، نعم والعلامة ابن تيمية. إلا أن هذا أدق نظراً وأكثر تحقيقاً، وأقعد بطريق كل فن تكلم فيه، وما في أشياخه مثله. وكان الأمير سيف الدين الجابي الدوادار لا يكاد يفارقه، ويبيت عنده في القلعة ليالي، ويقيم أياماً. ولما توفي قاضي القضاة جلال الدين القزويني بالشام، جاء الخبر ونحن بالقاهرة في خدمة الأمير سيف الدين تنكز سنة تسع وثلاثين، فطلب السلطان الملك الناصر محمد قاضي القضاة عز الدين ابن جماعة وطلبه، وطلب الشيخ شمس الدين ابن عدلان، فلما حضروا قال له:
يا شيخ تقي الدين، قد وليتك قضاء القضاة بالشام. وألبس تشريفه وخرج صحبة نائب الشام، وكنت في خدمته في الطريق، فالتقطت الفوائد وجمعت الفرائد وسهلت بسؤاله ما كان عندي من الغوامض الشدائد، ووددت أن النوى لم تلق لها عصا، وأن اليعملات في كل هاجرة تنفي يداها الحصى. من البسيط»
«وباشر القضاء بصلف زاد، ومشى ما حال عن جادة الحق ولا حاد. منزه النفس عن الحطام، منقاداً إلى الزهد بخطام، مقبلاً على شأنه في العلم والعمل، منصرفاً إلى تحصيل السعادة الأبدية، فما له في غيرها أمل. ناهيك به من قاض، حكمه في هذا الأقليم متصرف الأوامر، وحديثه في العفة عن الأموال علالة السامر. ليس في بابه من يقول لخصم: هات، ولا من يجمجم الحق أو يموه بالترهاب. ومات الأمير سيف الدين تنكز  وهو يعظمه ويختار أكبر الجوهر للثناء عليه وينظمه: من البسيط»
«طلبت منه ذكر شيء من حاله ومولده وتصانيفه لأستعين بذلك على هذه الترجمة، فكتب مسموعاته وأشياخه ومصنفاته، ولم يكتب شيئاً من نظمه، فكتبت إليه: من السريع»
«فكتب الجواب: من السريع»
«جمع أفانين العلوم في شبه الوشي المرقوم، ما بين خط أذا رمقته العيون قالت: هذا خط ابن مقلة، ونظم لا يطيق حبيب أن ينكر فضله، ونثر يرى عبد الرحيم عليه طوله. صدر عمن توقل ذروة البلاغة وسنامها، وامتطى غاربها، وملك زمانها، وكملها من كل علمٍ بأكمل نصيب، ضارباً فيه بالسهم المصيب، مشمراً فيه عن ساق الجد والاجتهاد، متوقداً ذكاءً، مع ارتياض وارتياد إلى من هو عن ذلك كله بمعزل. ومن قعد به قصوره إلى حضيض منزل يطلب منه شيئاً مما نظم. ولعمري، لقد استسمن ذا ورم. ومن أين لي النظم والرسائل إلا بنغبة من المسائل، على تبلد خاطر وكلال قريحة، وتقسم فكر بين أمور سقيمة وصحيحة، فأبى لمثلي شعر ولا شعور، أو يكون لي منظوم ومنثور!!؟ غير أني مضت لي أوقات استخفني فيها: إما محبة التشبه بأهل الأدب، وإما ذهول عما يحذره العقلاء من العطب، وإما حالة تعرض للنفس فتنضح بما فيها وأقول: دعها تبلغ من أمانيها. فنظمت ما يستحى من ذكره ويستحق أن يبالغ في ستره. ولكنك أنت الحبيب الذي لا يستر عنه معيب، أذكر لك منه حسب ما أمرت نبذاً، وأقطع لك منه فلذاً، فمن ذلك في سنة ست وسبع مائة: من البسيط»
«ومن ذلك سنة أربع عشرة يرثي الباجي من أبيات: من الطويل»
«ومن ذلك في سنة عشر: من الكامل»
«ومن ذلك في سنة ثمان عشرة حين رد على ابن تميمة في الطلاق، وقد أكثر ابن تميمة من الاحتجاج بيمين ليلى: من البسيط»
«ومنه في معنى قول امرئ القيس:
وما ذرفت عيناك. . . البيت.
من الكامل المجزوء»
«يحييه قربك إن مننت به ولو مقدار قيب»
«قلت: ليس لهذه القوافي خامس فيما أظن. وتلطف في القافية الثالثة حتى تركبت معه، وأمتزجت من كلمتين: وقيب، لغة في قاب، وفيها معنى أدبي مما يمتحن به الأدباء في قول امرئ القيس: وما ذرفت عيناك. . . البيت لأن الأصمعي قال فيه: ما هو باد لكل أحد، وهو أن عينيها سهمان ضربت بهما في قلبه المقتل الذي هو أعشار، أي مكسر من قولهم: برمة أعشار إذا كانت كذلك. وأما ابن كيسان فقال: ما هو أدق من هذا المعنى فقال: ضربت بسهميك اللذين هما من سهام الميسر لتملكي أعشار القلب، وهي جميع ما يخص الميسر من القداح. فالمعلى له سبعة أسهم، والرقيب له ثلاثة أسهم، فيستغرق السهمان جميع الأعشار. وهذا وإن كان دقيقاً، وفيه غوص، ففيه تعسف وتأويل فيه بعد. وأما هذا الذي نظمه قاضي القضاة، فهو صريح في هذا المعنى.
ونقلت من خطه قال: أحضر لي كتاب لابن تيمية في الرد على ابن مطهر الحلي في تصنيفه في الرفض، فقلت فيه وقد صرح ابن تيمية بحوادث لا أول لها بذات الباري تعالى: من البسيط»
ونقلت منه ما نظمه في رجب سنة ثلاث وأربعين وسبع مائة: من الكامل
«ونقلت منه له: من المجتث»
«ونقلت منه له: من البسيط»
«قلبه العليل: نومك، والصحيح: نؤمك، مهموزاً من الأم وهو القصد. وصحة أصل الكمون يجيء: كم مؤن، وركبت أنا مغلطةً من مغالطات المنطق، ونظمتها شعراً وكتبت بها إليه، وهي: من الوافر»
«وعلمك للأنام هدى ونور»
«فكتب الجواب في ليلته وفرع عليه ثلاثة أجوبة: من الوافر»
«وأنشدني من لفظه ما كمل به الأبيات القديمة المشهورة: من الوافر»
«وقال لي: نظمت بيتاً مفرداً من ثمان عشرة سنة، وزدت عليه الآن في هذه السنة، وكانت سنة سبع وأربعين وسبع مائة. وأنشدنيهما من لفظه، وهما: من الوافر»
فأعجباني وقلت: في مادتهما دون مدتهما، إلا أن بيتيه أحسن وأصنع من قولي: من الوافر
- وقال عنه الحافظ ابن حجر العسقلاني في الدرر الكامنة في أعيان المئة الثامنة: «علي بن عبد الكافي بن علي بن تمام بن يوسف بن موسى بن تمام بن حامد بن يحيى بن عمر بن عثمان بن علي بن سوار بن سليم السبكي تقي الدين أبو الحسن الشافعي ولد بسبك العبيد أول يوم من صفر سنة 683 وتفقه على والده ودخل القاهرة واشتغل على ابن الرفعة وأخذ الأصلين عن الباجي والخلاف عن السيف البغدادي والنحو عن أبي حيان والتفسير عن العلم العراقي والقراآت عن التقي الصائغ والحديث عن الدمياطي والتصوف عن ابن عطاء الله والفرائض عن الشيخ عبد الله الغماري وطلب الحديث بنفسه ورحل فيه إلى الشام والاسكندرية والحجاز فأخذ عن ابن الموازيني وابن مشرف وعن يحيى بن الصوف وابن القيم والرضى الطبري وآخرين يجمعهم معجمه الذي خرجه له أبو الحسن بن ايبك وولي بالقاهرة تدريس المنصورية وجامع الحاكم والكهارية وغيرها وكان كريم الدين الكبير والجاي الدوادار وجنكلي بن البابا والجاولي وغيرهم من أكابر الدولة الناصرية يعظمونه ويقضون بشفاعته الأشغال ولما توفي القاضي جلال الدين القزويني بدمشق طلبه الناصر في جماعة ليختار منهم من يقرره مكانه فوقع الاختيار على الشيخ تقي الدين فوليها على ما قرأت بخطه في تاسع عشر جمادى الآخرة سنة 739 وتوجه إليها مع نائبها تنكز فباشر القضاء بهمة وصرامة وعفة وديانة وأضيفت إليه الخطابة بالجامع الأموي فباشرها مدة في سنة 742 ثم أعيدت لابن الجلال القزويني وولي التدريس بدار الحديث الأشرفية بعد وفاة المزي وتدريس الشامية البرانية بعد موت ابن النقيب في أوائل سنة 46 وكان طلب في جمادى الأولى إلى القاهرة بالبريد ليقرر في قضائها فتوجه إليها وأقام قليلا ولم يتم الأمر وأعيد على وظائفه بدمشق ووقع الطاعون العام في سنة 749 فما حفظ عنه في التركات ولا في الوظائف ما يعاب عليه وكان متقشفا في أموره متقللا في الملابس حتى كانت ثيابه في غير الموكب تقوم بدون الثلاثين درهما وكان لا يستكثر على أحد شيئا حتى إنه لما مات وجدوا عليه اثنين وثلاثين ألف درهم دينا فالتزم ولداه تاج الدين وبهاء الدين بوفائها وكان لا يقع له مسألة مستغربة أو مشكلة إلا ويعمل فيها تصنيفا يجمع فيه شتاتها طال أو قصر وذلك يبين في تصانيفه وقد جمع ولده فتاويه ورتبها في أربع مجلدات قال الصفدي لم ير أحدا من نواب الشام ولا من غيرهم تعرض له فافلح بل يقع له إما عزل وإما موت جربنا هذا وشاع وذاع حتى قلت له يوما في قضية يا سيدي دع أمر هذه القرية فإنك قد اتلفت فيها عددا وملك الأمراء وغيره في ناحية وأنت وحدك في ناحية وأخشى أن يترتب على ذلك شر كثير فما كان جوابه إلا أنشد قوله:»

قلت رأيت بخطه عدة مقاطيع ينظمها في ذلك كأنه يتوسل بها إلى الله فإذا انقضت حاجته طمس اسم الذي كان دعا عليه فمما رأيت من ذلك وقرأته من تحت الطمس قوله:
وكتب إنه نظمها في ربيع الآخر سنة 705 وقراجا كان دويدار بعض نواب الشام إذ ذاك وقرأت بخطه:
«وبخطه سافر طيبغا بالمطالعة في العشر الأخيرة من رمضان سنة 52 فوجدت لطف الله فيما قلت وقد تقدم في ترجمة ارغون أنه لم تطل مدته في نيابة دمشق وحكم بالقاهرة عن الناصر أحمد بن الناصر محمد في شيء واحد وذلك أن الفخري لما سار بالعساكر التي أطاعته بسبب الناصر أحمد ليلقى الناصر أحمد من الكرك وجد الناصر سبقهم إلى القاهرة فحثوا السير واجتمعوا بالسلطان وكان من جملة ما اتفق قضية حسام الدين الغوري فرفع بعض الناس فيها قضايا منكسرة ففوض السلطان الحكم فيه للقاضي تقي الدين السبكي فحكم بعزله فنفذ القاضي عز الدين ابن جماعة حكمه وسفر الغوري من يومه على البريد إلى بلاده وذلك في شوال سنة 742 وقد استوعب ولده عدة تصانيفه في ترجمته التي أفردوها وأفرد مسائلها التي انفرد بتصحيحها أو باختيارها في كتابه التوشيح قرأت بخط الشيخ تقي الدين السبكي كتب إلى أبو الفتح يعني قرابته ورقة بسبب شخص أن أكتب إلى شخص في حاجة له وذلك قبل ولاية الشام بسنة فأجبته ووقفت على ما أشرت إليه والذي تقوله صحيح وهو الذي يتعين على العاقل ولكني ما أجد طباعي تنقاد إلى هذا بل تأبى منه أشد الإباء والله خلق الخلق على طبائع مختلفة وتكلف ما ليس في الطبع صعب إلى أن قال وأنا من عمري كله لم أجد ما يخرجني عن هذه الطريقة فإني نشأت غير مكلف بشيء من جهة والدي وكنت في الريف قريبا من عشرين سنة وكان الوالد يتكلف لي ولا أتكلف له ولا أعرف من الناس فيه غير الاشتغال ثم ولي والدي نيابة الحكم بغير سؤال فصرت أتكلم الكلام بسببه وأما في حق نفسي فلا أكاد أقدم على سؤال أحد إلا نادرا بطريق التعريض اللطيف فإن حصل المقصود وإلا رجعت على الفور وفي نفسي ما لا يعلمه إلا الله وأما في حق غيري من الأجانب فكانوا يلحون إلي فاتكلف فاقضي من حوائجهم ما يقدر الله ولم أزل يكن معي عشرة أوراق أو أكثر ولا أتحدث فيها مع المطلوبة منه إلا معرفا وشغلت بذلك عن مصلحتي ومصلحة أولادي لأن اجتماعي بهم كان قليلا يروح في حوائج الناس ولا ينقضي بها حاجة حتى يزيد نفور نفسي عن الحديث فيها وكان آخر ذلك أن طلبت حاجة تقي الدين الاقفهسي فأجابني المطلوب منه بجواب لا يرضاه فحلفت لا أسأله حاجة بعدها فمات بعد نحو نصف سنة وحصلت لي الراحة بترك السؤال ولكن استمر الوالد في نيابة المحلة فعرض من الجلال وولده ما يقتضي أن خاطري يغريه فحصل لي ضجر فقدر الله وفاة الوالد وماتت الوالدة بعده بأربعين يوما فعزفت نفسي عن الدنيا وأنا الآن ابن اثنين وخمسين سنة وقد تعبت نفسي من حوائج الناس مدة فأريد أن أريح نفسي فيما بقي وأيضا فلي نحو عشر سنين لا أتحرك حركة في الدنيا فأحمدها فأخاف إذا تحدثت لغيري أن لا ينجح فأندم ويتعب قلبي فالعزلة أصلح إلى أن قال وليعلم أن الإنسان إنما يفعل ذلك إما لطبع فطري أو مكتسب وهما مفقودان عندي أو لحامل عليه من إيجاب شرعي وليس من صورة المسألة أو غرض دنيوي وأرجو أن لا يكون عندي أو اكتساب أجر بأن يكون مندوبا ومثل هذا الظاهر إن تركه هو المندوب ثم لو سلم فالنفس لا تنقاد إليه في أكثر الأحوال كما يترك الإنسان المندوب الطبع أو ضعف باعث والمندوب إن قل أن يصل إلى المخالطة على جميعها وذلك بحسب قوة الباعث وضعفه والسلام انتهى ملخصا وقرأت بخط الشيخ شمس الدين محمد بن عبد الرحمن بن الصائغ الحنفي على جزء من تفسير الشيخ تقي الدين ما نصه يقول:»
وكان ينظم كثيرا وشعره وسط فمنه ما وصى به ولده محمدا قال:
ومنها قوله أيضا:
ومنها قوله أيضا:
ومنها قوله أيضا:
ومنها قوله أيضا:
يقول في آخرها:
وعدتها نحو العشرين هذا مختارها.
وله أيضا:
له أيضا في الألغاز: مثال عم وخال بقول بنى بأخت أخيه.لأمه لأبيه وذاك لا بأس فيه.في قول كل فقيه فيحله وهو داع. بذاك لا شك فيه حكى الصفدي أنه نظم في سنة تسع وثلاثين فكأنه عند ما ولي القضاء بيتا واحدا هو: قوله:
قال وتركته إلى أن أضفت إليه آخر في سنة 747 وهو:
ثم رأيته بخطه أنه نظم الأول في سنة 19 والثاني في جمادى الأولى سنة 47 وقال إن لكل منها إشارة وقرأت بخطه من نظمه:
«وقد كان نزل عن منصب القضاء لولده تاج الدين بعد أن مرض فلما استقر تاج الدين وباشر توجه الشيخ تقي الدين إلى القاهرة وأقام بها قليلا في دار على شط النيل وهو موعوك إلى أن مات في ثالث جمادى الآخرة سنة 756 فكانت إقامته بالقاهرة نحو العشرين يوما وكان وصول التقليد لتاج الدين في ثالث عشر شهر ربيع الأول ولبس الخلعة في النصف منه وباشر ثم عوفي أبوه وركب وحضر معه بعض الدروس وحكم بحضرته وسربه وتوجه إلى القاهرة في سادس عشري شهر ربيع الآخر من السنة ولما دخلها شاع بعض الناس إن ولده بهاء الدين سعى له في قضاء الديار المصرية ثم لما مات سعى ولده أن يدفن عند الإمام الشافعي داخل القبة فامتنع شيخو من إجابة سؤاله فدفنه بسعيد السعداء قال الاسنوي في الطبقات كان انظر من رأيناه من أهل العلم ومن أجمعهم للعلوم وأحسنهم كلاما في الأشياء الدقيقة وأجلهم على ذلك وكان في غاية الإنصاف والرجوع إلى الحق في المباحث ولو على لسان آحاد الطلبة مواظبا على وظائف العبادات مراعيا لأرباب الفنون محافظا على ترتيب الأيتام في وظائف آبائهم وقال شيخنا العراقي طلب الحديث في سنة 703 ثم انتصب للإقراء وتفقه به جماعة من الأئمة وانتشر صيته وتواليفه ولم يخلف بعده مثله ومن ماجرياته أنه بحث مع ابن الكناني فنقل عن الشيخ أبي إسحاق شيئا في الأصول فلما رجع بعث إليه قاصدا يقول له المسألة التي ذكرها ما هي في اللمع فكتب إليه: ؟سمعت بإنكار ما قلته عن الشيخ إذ لم يكن في اللمع»
«لو وقفت على شرح اللمع ما أنكرت النقل فانظر فيه فإنه كتاب مفيد فلما وقف ابن الكناني على الجواب تألم تألما كثيرا وكان أسن من السبكي بكثير لكن تقدم السبكي واشتهر واستمر هو على حالة واحدة ولذا كان ابن عدلان وابن الأنصاري يمتعضان من السبكي لكونهما أسن منه وتقدم عليهما.»
- وقال عنه أيضاً: «ولي قضاء دمشق سنة 739هـ بعد وفاة الجلال القزويني فباشر القضاء بهمة وصرامة وعفة وديانة، وأضيفت إليه الخطابة بالجامع الأموي فباشرها مدة وولي التدريس بدار الحديث الأشرفية بعد وفاة المزي، وما حفظ عنه في التركات ولا في الوظائف ما يعاب عليه، وكان متقشفاً في أموره متقللاً من الملابس حتى كانت ثيابه في غير الموكب تقوم بدون ثلاثين درهماً، وكان لا يستكثر على أحد شيئاً حتى أنه لما مات وجدوا عليه اثنين وثلاثين ألف درهم ديناً فالتزم ولداه التاج والبهاء بوفائها، وكان لا تقع له مسألة مستغربة أو مشكلة إلا ويعمل فيها تصنيفاً يجمع فيه شتاتها طال أو قصر.»[14][22]
- وقال عنه عبد القادر النعيمي الدمشقي في كتابه الدارس في تاريخ المدارس: «...الشيخ الامام الفقيه المحدث المفسر المقرئ الأصولي المتكلم النحوي اللغوي الحكيم المنطقي الجدلي الخلافي العطار شيخ الإسلام قاضي القضاة تقي الدين أبو الحسن علي بن عبد الكافي بن علي بن تمام يوسف بن موسى بن تمام الانصاري الخزرجي السبكي ولد بسبك من أعمال المنوفية في مستهل صفر سنة ثلاث وثمانين وستمائة وحفظ التنبيه وقدم القاهرة فعرض على القاضي تقي الدين ابن بنت الأعز وتفقه في صغره على والده ثم على جماعة آخرهم ابن الرفعة وأخذ التفسير عن علم الدين العراقي وقرأ القراءات على الشيخ تقي الدين الصائغ والحديث على الحافظ الدمياطي والأصلين وسائر المعقولات على علاء الدين الباجي والمنطق والخلاف على سيف الدين البغدادي والنحو على الشيخ أبي حيان وصحب في التصوف الشيخ تاج الدين بن عطاء الله، وسمع الحديث من الجم الغفير ورحل الكثير وسمع معجمه العدد الكثير، واشتغل وأفتى وصنف ودرس بالمنصورية والهكارية والسيفية، وتفقه به جماعة من الأئمة كالأسنوي وأبي البقاء وابن النقيب وقريبه تقي الدين أبو الفتح2 وأولاده وغيرهم من الأئمة الأعلام، وولي قضاء دمشق في جمادى الآخرة سنة تسع وثلاثين عوضا عن جلال الدين القزويني وباشر القضاء على الوجه الذي يليق به ست عشرة سنة وشهرا وقد درس بدمشق في الغزالية والعادلية الكبرى والأتابكية هذه والمسرورية والشامية البرانية وليها بعد موت ابن النقيب، قال ولده: فما حل مفرقها ولا اقتعد بمشرقها أعلم منه كلمة لا اسثناء فيها وولي بعد الحافظ المزي مشيخة دار الحديث الإشرفية وقد خطب بجامع دمشق مدة طويلة وجلس للتحديث بالكلاسة فقرأ عليه الحافظ تقي الدين أبو الفتح السبكي جميع معجمه الذي خرجه له الحافظ شهاب الدين بن أيبك الدمياطي3 وسمعه عليه خلائق منهم الحافظان أبو الحجاج المزي وأبو عبد الله الذهبي وفي آخر عمره أستعفى من قضاء الشام ورجع إلى مصر متضعفا فأقام بها دون العشرين يوما وتوفي  تعالى في جمادى الآخرة سنة ستة وخمسين وسبعمائة ودفن بمقابر الصوفية هناك...»[23]
- وقال عنه ابن قاضي شهبة في كتابه طبقات الشافعية: «علي بن عبد الكافي بن علي بن تمام بن يوسف بن موسى بن تمام، الأنصاري، الخزرجي، الشيخ، الإمام الفقيه، المحدث، الحافظ، المفسر، المقرىء، الأصولي، المتكلم، النحوي، اللغوي، الأديب، الحكيم، المنطقي، الجدلي، الخلافي، النظار، شيخ الإسلام، قاضي القضاة تقي الدين أبو الحسن بن القاضي زين الدين أبي محمد السبكي. ولد في سبك من أعمال الشرقية في مستهل صفر سنة ثلاث وثمانين وستمائة، وحفظ التنبيه، وقدم القاهرة فعرضه على القاضي تقي الدين ابن بنت الأعز، وتفقه في صغره على والده، ثم على جماعة آخرهم ابن الرفعة. وأخذ التفسير عن علم الدين العراقي، وقرأ القراءات على الشيخ تقي الدين ابن الصائغ، والحديث عن الحافظ الدمياطي، وقرأ الأصلين وسائر المعقولات على علاء الدين الباجي، والمنطق والخلاف على سيف الدين البغداد، والنحو على الشيخ أبي حيان. وصحب في التصرف الشيخ تاج الدين بن عطاء، وسمع الحديث من الجم الغفير، ورحل الكثير، وجمع معجمه العدد الكثير، وأشغل، وأفتى، وصنف، ودرس في المنصورية والهكارية والسيفية، وتفقه به جماعة من الأئمة كالإسنوي وأبي البقاء وابن النقيب وقريبه تقي الدين أبي الفتح وأولاده، وغيرهم من الأئمة الأعلام، وولي قضاء دمشق في جمادى الآخرة سنة تسع وثلاثين، وباشر القضاء على الوجه الذي يليق به ست عشرة سنة وشهرا. وقد درس في دمشق وفي الغزالية، والعادلية الكبرى، والأتابكية، والمسرورية، والشامية البرانية وليها بعد موت ابن النقيب. قال ولده: فما حل مفرقها واقتعد بمشرقها أعلم منه، كلمة لا استثناء فيها. وولي بعد وفاة الحافظ المزي مشيخة دار الحديث الأشرفية. قال ولده: فالذي نراه أنه ما دخلها أعلم منه، ولا أحفظ من المزي، ولا أورع من النووي وابن الصلاح. وقد خطب في جامع دمشق مدة لطيفة. قال ولده: وأنشدني شيخنا الذهبي لنفسه إذ ذاك:»

«وجلس للتحديث في الكلاسة، فقرأ عليه الحافظ تقي الدين أبو الفتح السبكي جميع معجمه الذي خرجه له الحافظ شهاب الدين بن أيبك الدمياطي، وسمع عليه خلائق، منهم الحافظان أبو الحجاج المزي وأبو عبد الله الذهبي. ذكره الذهبي في المعجم المختص وقال: القاضي، الإمام، العلامة، الفقيه، المحدث، الحافظ، فخر العلماء - إلى أن قال: وكان صادقا، متثبتا، خيرا، دينا، متواضعا، حسن السمت من أوعية العلم، يدري الفقه ويقرره، وعلم الحديث ويحرره، والأصول ويقرئها، والعربية ويحققها، وصنف التصانيف المتقنة، وقد بقي في زمانه الملحوظ إليه بالتحقيق والفضل، سمعت منه وسمع مني، وحكم في الشام، وحمدت أحكامه، فالله يؤيده ويسدده، سمعنا معجمه في الكلاسة. وقال الإسنوي في طبقاته: كان أنظر من رأيناه من أهل العلم، ومن أجمعهم للعلوم، وأحسنهم كلاما في الأشياء الدقيقة، وأجلدهم على ذلك، إن هطل در المقال فهو سحابة، أو اضطرم نار الجدال فهو شهابه، وكان شاعرا، أديبا، حسن الخط، وفي غاية الإنصاف والرجوع إلى الحق في المباحث، ولو على لسان آحاد المستفيدين منه، خيرا، مواظبا على وظائف العبادات، كثير المروءة مراعيا - لأرباب البيوت، محافظا على ترتيب الأيتام في وظائف آبائهم، ولازم الإشغال والاشغال والتصنيف والإفتاء، وتخرج عليه فضلاء عصره - انتهى. وقال بعض المتأخرين: وقع الطاعون في سنة تسع وأربعين فما حفظ عنه في التركات ولا في الوظائف ما يعاب عليه، وكان متقشفا في أموره، متقللا من الملابس، وكان لا يستكثر على أحد شيئا، ولما مات وجدوا عليه اثنين وثلاثين ألف درهم دينا، فالتزم ولداه تاج الدين وبهاء الدين بوفائها - ه. ومحاسنه ومناقبه أكثر من أن تحصر، وأشهر من أن تذكر. ذكر له ولده في طبقاته الكبرى ترجمة طويلة في أكثر من أربعة كراريس، قال: وكان شيخه ابن الرفعة يعامله معاملة الأقران، ويبالغ في تعظيمه، ويعرض عليه ما يصنفه في المطلب. وقال فيه شيخه الدمياطي: إمام المحدثين. وقال ابن الرفعة: إمام الفقهاء. فلما بلغ ذلك الباجي فقال: وإمام الأصوليين. ومصنفاته تزيد على المائة والخمسين. وفي آخر عمره استعفى من القضاء، ورجع إلى مصر متضعفا، فأقام فيها دون العشرين يوما، وتوفي في جمادى الآخرة سنة ست وخمسين وسبعمائة، ودفن في مقابر الصوفية. ومن تصانيفه: الدر النظيم في تفسير القرآن العظيم في ثلاث مجلدات لم يكمل، الابتهاج في شرح المنهاج، وصل فيه إلى الطلاق في ثمانية أجزاء، تكملة شرح المهذب كتب من ذلك أبوابا في ثلاثة مجلدات، والرقم الإبريزي في شرح مختصر التبريزي، ونور الربيع في الكلام على ما رواه الربيع، والسيف المسلول على من سب الرسول، وشفاء السقام في زيارة خير الأنام، ورفع الشقاق في مسألة الطلاق، ورد على الشيخ زين الدين ابن الكتناني في اعتراضاته على الروضة، والفتاوى في مجلدين، وفيه كثير من مصنفاته الصغار.»
- وقال عنه جلال الدين السيوطي: «أقبل على التصنيف والفتيا وصنف أكثر من مائة وخمسين مصنفاً، وتصانيفه تدل على تبحره في الحديث وغيره وسعة باعه في العلوم، وتخرج به فضلاء العصر، وكان محققاً مدققاً نظاراً جدلياً بارعاً في العلوم، له في الفقه وغيره الاستنباطات الجليلة والدقائق اللطيفة والقواعد المحررة التي لم يسبق إليها، وكان منصفاً في البحث على قدم من الصلاح والعفاف، ومصنفاته ما بين مطول ومختصر، والمختصر منها لابد وأن يشتمل على ما لا يوجد في غيره من تحقيق وتحرير لقاعدة واستنباط وتدقيق.»[14]
- وقال عنه في طبقات الحفاظ: «الإمام الفقيه المحدث الحافظ المفسر الأصولي المتكلم النحوي اللغوي الأديب المجتهد تقي الدين أبو الحسن علي بن عبد الكافي بن علي بن تمام بن يوسف بن موسى بن تمام بن حامد بن يحيى بن عمر بن عثمان بن علي بن مسوار بن سوار بن سليم شيخ الإسلام إمام العصر:

ولد في صفر سنة ثلاث وثمانين وستمائة، وأخذ الفقه عن ابن الرفعة والحديث عن الشرف الدمياطي والقراءات عن التقي الصائغ والأصلين والمعقول عن العلاء الباجي والخلاف والمنطق عن السيف البغدادي والنحو عن أبي حيان والتصوف عن التاج بن عطاء وسمع من ابن الصواف وعدة وأقبل على التصنيف والفتيا وصنف أكثر من مائة وخمسين مصنفا وتصانيفه تدل على تبحره في الحديث وغيره وسعة باعه في العلوم وتخرج به فضلاء العصر وولي قضاء الشام بوفاة الجلال القزويني وخرج له الحافظ شهاب الدين أبو العباس أحمد بن أيبك الدمياطي، ولما توفي المزي عينت مشيخة دار الحديث الأشرفية للذهبي فقيل إن شرط واقفها أن يكون الشيخ أشعري العقيدة والذهبي متكلم فيه فوليها السبكي قال ولده: والذي نراه أنه ما دخلها أعلم منه ولا أحفظ من المزي ولا أورع من النووي وابن الصلاح قال: وليس بعد المزي والذهبي أحفظ منه، ونقل لنا أنه نظم في دار الحديث المذكور قوله:»
توفي بمصر سنة ست وخمسين وسبعمائة.
- وقال عنه في كتابه حسن المحاضرة في تاريخ مصر والقاهرة: «السبكي العلامة تقي الدين أبو الحسن علي بن عبد الكافي بن تمام بن حماد بن يحيى بن عثمان بن علي بن سوار بن سليم الأنصاري. قال ولده في الطبقات: الإمام الفقيه المحدث الحافظ المفسر الأصولي المتكلم النحوي اللغوي الأديب الجدلي الخلافي النظار، شيخ الإسلام بقية المجتهدين، المجتهد المطلق. ولد بسبك من أعمال المنوفية في صفر سنة ثلاث وثمانين وستمائة، وتفقه على ابن الرفعة، وأخذ الحديث عن الشرف الدمياطي، والتفسير عن العلم العارقي، والقراءات عن التقي بن الصائغ، والأصول والمعقول عن العلاء الباجي، والنحو عن أبي حيان. وصحب في التصوف الشيخ تاج الدين بن عطاء الله، وانتهت إليه رياسة العلم بمصر.

قال الإسنوي: كان أنظر من رأيناه من أهل العلم ومن أجمعهم للعلوم، وأحسنهم كلاما في الأشياء الدقيقة وأجلدهم على ذلك. وقال الصلاح الصفدي: الناس يقولون: ما جاء بعد الغزالي مثله، وعندي أنهم يظلمونه بهذا وما هو عندي إلا مثل سفيان الثوري، وقال ابنه في الترشيح: قال الشيخ شهاب الدين بن النقيب، صاحب مختصر الكفاية وغيرها من المصنفات: جلست بمكة بين طائفة من العلماء وقعدنا نقول: لو قدر الله تعالى بعد الأئمة الأربعة في هذا الزمان مجتهدا عارفا بمذاهبهم أجمعين يركب لنفسه مذهبا من الربعة، بعد اعتبار هذه المذاهب المختلفة كلها، لازدان الزمان به، وانقاد الناس، فاتفق رأينا على أن هذه الرتبة لا تعدو الشيخ تقي الدين السبكي، ولا ينتهي لها سواه.
وله من المصنفات الجليلة الفائقة التي حقها أن تكتب بماء الذهب، لما فيها من النفائس البديعة، والتدقيقات النفيسة؛ منها الدر النظيم في تفسير القرآن العظيم، تكملة شرح المهذب للنووي وصل فيه إلى أثناء التفليس، الابتهاج في شرح المنهاج وصل فيه إلى الطلاق. الرقم الإبريزي شرح مختصر التبريزي، التحقيق في مسألة التعليق، رفع الشقاق في مسألة الطلاق، أحكام كل وما عليه تدل، بيان حكم الربط في اعتراض الشرط، شفاء السقام في زيارة خير الأنام، السيف المسلول على من سب الرسول، التعظيم والمنة، في «لتؤمنن به ولتنصرنه»، منية الباحث عن حكم دين الوارث، الرياض الأنيقة وقسمة الحديقة، الإقناع في إفادة «لو» للامتناع، وشي الحلا في تأكيد النفي بلا، الاعتبار ببقاء الجنة والنار، ضرورة التقدير في تقويم الخمر والخنزير، كيف التدبير في تقويم الخمر والخنزير، السهم الصائب في قبض دين الغائب، الغيث المغدق في ميراث ابن المعتق، فصل المقال في هدايا العمال، مختصره، نور المصابيح في صلاة التراويح، ضياء المصابيح، ضوء المفاليح، تقييد التراجيح؛ ومصنفان آخران في ذلك، تكملة سبعة أجزاء، إبراز الحكم من حديث رفع القلم، الكلام على حديث: «إذا مات ابن آدم انقطع عمله إلا من ثلاث»، كشف الغمة في ميراث أهل الذمة، الاتساق في بقاء وجه الاشتقاق، الطوالع المشرقة في الوقف على طبقة بعد طبقة، النقول والمباحث المشرقة، طليعة الفتح والنصر في صلاة الخوف والقصر، القول الصحيح في تعيين الذبيح، القول المحمود في تنزيه داود، قطف النور مسائل الدور، الدَّوْر في الدور؛ وله فيه مؤلف ثالث ورابع وخامس، عقود الجمان في عقود الرهن والضمان، ورد الغلل في العلل، البصر الناقد في لا كملت كل واحد، الجمع في الحضر بعذر المطر، حسن الصنيعة في ضمان الوديعة، التهدي إلى معنى التعدي، بيان المحتمل في تعدية العمل، الحكم والأناه في إعراب قوله: «غير ناظرين إناه»، القول الجد في تبعية الجد، الإغريض في الفرق بين الكناية والتعريض، المواهب الصمدية في المواريث الصفدية، تفسير {يَا أَيُّهَا الرُّسُلُ كُلُوا مِنَ الطَّيِّبَاتِ} الآية، كشف الدسائس في هدم الكنائس، تنزيل السكينة على قناديل المدينة، الطريقة النافعة في المساقاة والمخابرة والمزارعة، من أقسطوا ومن غَلَوا في حكم من يقول لو، نيل العلا في العطف بلا، حفظ الصيام عن فوت التمام، معنى قول الإمام المطلبي: إذا صح الحديث فهو مذهبي. القول المختطف في أدلة «كان إذا اعتكف»، كشف اللبس عن المسائل الخمس، غيرة الإيمان الجلي لأبي بكر وعمر وعثمان وعلي، بيع المرهون في غيبة المديون، الاقتناص في الفرق بين الحصر والاختصاص، تسريح الناظر في انعزال الناظر، جزء في تعدد الجمعة؛ وغير ذلك. وله فتاوى كثيرة جمعها ولده في ثلاثة مجلدات.
توفي بجزيرة الفيل على شاطئ النيل، يوم الاثنين رابع جمادى الآخرة سنة ست وخمسين وسبعمائة.»
ورثاه شاعر العصر الأديب جمال الدين بن نباتة بقوله:
ورثاه الصلاح الصفدي بقوله:
[وصلة مكسورة]</ref>}}
- وقال عنه ابنه تاج الدين السبكي في طبقات الشافعية الكبرى: «علي بن عبد الكافي بن علي بن تمام بن يوسف بن موسى بن تمام ابن حامد بن يحيى بن عمر بن عثمان بن علي بن مسوار بن سوار ابن سليم السبكي، الشيخ الإمام الفقيه المحدث الحافظ المفسر المقرئ الأصولي المتكلم النحوي اللغوي، الأديب الحكيم المنطقي الجدلي الخلافي النظار، شيخ الإسلام قاضي القضاة، تقي الدين أبو الحسن:»

شيخ المسلمين في زمانه، والداعي إلى الله في سره وإعلانه، والمناضل عن الدين الحنيفي بقلمه ولسانه، أستاذ الأستاذين، وأحد المجتهدين، وخصم المناظرين، جامع أشتات العلوم، والمبرز في المنقول منها والمفهوم، والمشمر في رضا الحق وقد أضاءت النجوم، شافعي الزمان، وحجة الإسلام المنصوب من طرق الجنان، والمرجع إذا دجت مشكلة وغابت عن العيان، عباب لا تكدره الدلاء، وسحاب تتقاصر عنه الأنواء، وباب للعلم في عصره، وكيف لا وهو علي الذي تمت به النعماء:
وكان من الورع والدين، وسلوك سبيل الأقدمين على سنن ويقين، إن الله مع المتقين، صادع بالحق لا يخاف لومة لائم، صادق في النية لا يختشي بطشة ظالم، صابر وإن ازدحمت الضراغم، منوط به أمر المشكلات في دياجيها، محطوط عن قدره السماء ودراريها، مبسوط قلمه ولسانه في الأمة وفتاويها، شيخ الوقف حالا وعلما، وإمام التحقيق حقيقة ورسما، وعلم الأعلام فعلا واسما
لا يرى الدنيا إلا هباء منثورا، ولا يدري كيف يجلب الدرهم فرحا والدينار سرورا، ولا ينفك يتلو القرآن قائما وقاعدا راكبا وماشيا ولو كان مريضا معذورا، وكان دعواته تخترق السبع الطباق، وتفترق بركاتها فتملأ الأفاق، وتسترق خبر السماء، وكيف لا وقد رفعت على يد ولي الله تفتح له أبوابها ذوات الإغلاق، وكانت يداه بالكرم مبسوطتين، لا يقاس إلا بحاتم، ولا ينشد إلا:
( على قدر أهل العزم تأتي العزائم *** )
ولا يعرف إلا العطاء الجزل
( وتأتي على قدر الكرام المكارم *** )
يواظب على القرآن سرا وجهرا لا يقرن ختام ختمة إلا بالشروع في أخرى، ولا يفتتح بعد الفاتحة إلا سورة تترى، مع تقشف لا يتردع معه غير ثوب العفاف، ولا يتطلع إلى ما فوق مقدار الكفاف، ولا يتنوع إلا في أصناف هذه الأوصاف، يقطع الليل تسبيحا وقرآنا، وقياما لله لا يفارقه أحيانا، وبكاء يفيض من خشية الله ألوانا، أقسم بالله أنه لفوق ما وصفته، وإني لناطق بها وغالب ظني أني ما أنصفته، وإن الغبي سيظن في أمرا ما تصورته:
وما زال في علم يرفعه، وتصنيف يضعه، وشتات تحقيق يجمعه، إلى أن سار إلى دار القرار، وما ساد أحد ناواه ولا كان ذا استبصار، ولا ساء من والاه بل عمه بالفضل المدرار، ولا ساغ بسوى طريقه الاهتداء والاعتبار، ولا ساح بغير ناديه نيل يخجل وابل الأمطار، ولا ساخ قدم فتى قام بنصرته وقال أنصر بقية الأنصار، ولا سال إلا ويداه مبسوطتان وابل كرم في هذه الديار، ولا سامة أحد بسوء إلا وكانت عليه دائرة الفلك الدوار، ولا ساقه الله حين قبضه إلا إلى جنة عدن أعدت لأمثاله من المتقين الأبرار
«ولد في ثالث صفر سنة ثلاث وثمانين وستمائة..... ثم إنه دخل القاهرة مع والده، وعرض محافيظ حفظها: التنبيه، وغيره، على ابْن بنت الأعز، وغيره، وقيل: إن والده دخل به إلى شيخ الإسلام تقي الدين بن دقيق العيد، عرض عليه التنبيه، وإن الشيخ تقي الدين، قال لوالده: رد به إلى البر إلى أن يصير فاضلا عد به إلى القاهرة، فرد به إلى البر.
قال الوالد : فلم أعد إلا بعد وفاة الشيخ تقي الدين ففاتتني مجالسته في العلم، وسمعت الوالد يقول: أنا ما أتحقق الشيخ تقي الدين، ولكني أذكر أني دخلت دار الحديث الكاملية بالقاهرة، ورأيت شيخا هيئته كهيئة الشيخ تقي الدين الموصوفة لنا، لعله هو، وسمعت الحافظ تقي الدين أَبَا الفتح ابْن العم رحمه اللَّه، يقول: هو الشيخ تقي الدين، ولكن الشيخ الإمام لورعه لا يجزم مع أدنى احتمال، ثم لما دخل القاهرة بعد أن صار فاضلا تفقه على شافعي الزمان الفقيه نجم الدين بْن الرفعة، وقرأ الأصلين، وسائر المعقولات على الإمام النظار علاء الدين الباجي، والمنطق، والخلاف على سيف الدين البغدادي، والتفسير على الشيخ علم الدين العراقي، والقراءات على الشيخ تقي الدين بْن الصائغ، والفرائض على الشيخ عَبْد اللَّه الغماري المالكي، وأخذ الحديث عن الحافظ شرف الدين الدمياطي، ولازمه كثيرا، ثم لازم بعده وهو كبير إمام الفن الحافظ سعد الدين الحارثي، وأخذ النحو عن الشيخ أَبِي حيان، وصحب في التصوف الشيخ تاج الدين بْن عطاء اللَّه، وسمع بالإسكندرية من أَبِي الْحُسَيْن يحيى بْن أَحْمَد بْن عَبْد العزيز بْن الصواف، وعبد الرحمن بْن مخلوف بْن جماعة، ويحيى بْن مُحَمَّد بْن عَبْد السلام.
وبالقاهرة من علي بْن نصر بْن الصواف، وعلي بْن عيسى بْن القيم، وعلي بْن مُحَمَّد بْن هارون الثعلبي، والحافظ أَبِي مُحَمَّد عَبْد المؤمن بْن خلف الدمياطي، وشهاب بْن علي المحسني، والحسن بْن عَبْد الكريم، سبط زيادة، وموسى بْن علي بْن أَبِي طالب، ومحمد بْن عَبْد العظيم بْن السقطي، ومحمد بْن المكرم الأنصاري، ومحمد بْن مُحَمَّد بْن عيسى الصوفي، ومحمد بْن نصير بْن أمين الدولة، ويوسف بْن أَحْمَد المشهدي، وعمر بْن عَبْد العزيز بْن الْحُسَيْن بْن رشيق، وشهدة بنت عمر بْن العديم.
وبدمشق من ابن الموازيني، وابن مشرف، وأبي بكر بْن أَحْمَد بْن عَبْد الدائم، وأحمد بْن موسى الدشتي، وعيسى المطعم، وإسحاق بْن أَبِي بكر بْن النحاس، وسليمان بْن حمزة القاضي، وخلق. وأجاز له من بغداد الرشيد بْن أَبِي القاسم، وإسماعيل بْن الطبال، وغيرهما، وجمع معجمه الجم الغفير، والعدد الكثير، وكتب بخطه، وقرأ الكثير بنفسه، وحصل الأجزاء الأصول والفروع، وسمع الكتب والمسانيد، وخرج، وانتقى على كثير من شيوخه، وحدث بالقاهرة، ودمشق. سمع منه الحفاظ : أَبُو الحجاج المزي، وأبو عَبْد اللَّه الذهبي، وأبو مُحَمَّد البرزالي، وغيرهم.
ذكره الذهبي في المعجم المختص فقال: القاضي الإمام العلامة الفقيه المحدث الحافظ فخر العلماء تقي الدين أَبُو الْحَسَن السبكي، ثم المصري الشافعي، ولد القاضي الكبير زين الدين، مولده سنة ثلاث وثمانين وست مائة. سمع من الدمياطي، وطبقته، وبالثغر من شيخنا يحيى الصواب، لحقه بآخر رمق، وبدمشق من ابن الموازيني، وابن مشرف، وبالحرمين. وكان صادقا متثبتا خيرا دينا متواضعا، حسن السمت، من أوعية العلم، يدري الفقه ويقرره، وعلم الحديث ويحرره، والأصول ويقرئها، والعربية ويحققها، ثم قرأ بالروايات على تقي الدين بْن الصائغ، وصنف التصانيف المتقنة، وقد بقي في زمانه الملحوظ إليه بالتحقيق والفضل. سمعت منه، وسمع مني، وحكم بالشام، وحمدت أحكامه فالله يؤيده ويسدده، سمعنا معجمه بالكلاسة، انتهى.
وذكره أيضا في معجم شيوخه، وفي تذكرة الحفاظ، وغيرهما من كتبه، وذكره الفاضل الأديب أَبُو العباس أَحْمَد بْن يحيى بْن فضل اللَّه العمري في كتاب مسالك الأبصار، فقال بعد ذكر نسبه: حجة المذاهب، مفتي الفرق، قدوة الحفاظ، آخر المجتهدين، قاضي القضاة تقي الدين أَبُو الْحَسَن، صاحب التصانيف، التقي البر العلي القدر.»

## مؤلفاته

كتاب الدرة المضية في الرد على ابن تيمية للإمام تقي الدين السبكي، عن نسخ الأستاذ الشيخ محمد زاهد الكوثري.

ترك عدداً كبيراً من المؤلفات، بلغت نحو (211) مؤلفاً في كل فن من العلوم الشريعة، منه المطبوع ومنه ما زال مخطوطاً، ومن أهم مؤلفاته:
- السيف الصقيل في الرد على ابن زفيل (ابن القيم).
- الدرة المضية في الرد على ابن تيمية.
- الاعتبار ببقاء الجنة والنار في الرد على ابن تيمية وابن القيم القائلين بفناء النار.
- نقد الاجتماع والافتراق في مسائل الأيمان والطلاق.
- النظر المحقق في الحلف بالطلاق المعلق.
- رفع الشقاق في مسألة الطلاق
- شفاء السقام في زيارة خير الأنام.
- السيف المسلول على من سب الرسول.
- إبراز الحكم من حديث رفع القلم.
- أحكام كل ما عليه تدل.
- الإبهاج في شرح المنهاج على منهاج الوصول إلى علم الأصول للقاضي ناصر الدين البيضاوي.
- المجموع شرح المهذب، والابتهاج في شرح المنهاج للإمام محيي الدين النووي.
- غيرة الإيمان الجلي لأبي بكر وعمر وعثمان وعلي.
- سبب الانكفاف عن إقراء الكشاف.
- ثلاثيات مسند الدارمي.
- بيان الأدلة في إثبات الأهلة.
- الاعتصام بالواحد الأحد من إقامة الجمعتين في البلد.
- أجوبة أهل مصر حول «تهذيب الكمال» للحافظ المزي.
- تعدد الجمعة وهل فيه متسع.
- تقييد التراجيح في صلاة التراويح.
- ضوء المصابيح في صلاة التراويح
- فتاوى السبكي.
- فتوى أهل الإسكندرية.
- فتوى العراقية.
- الرسالة العلائية.
- إحياء النفوس في حكمة وضع الدروس.
- كشف القناع في إفادة لو الامتناع.
- التحبير المذهب في تحرير المذهب.
- القول المُوعَب في القول الموجَب.
- لمعة الإشراق في أمثلة الاشتقاق.
- مُنية المباحث في حكم دين الوارث.
- الرياض الأنيقة في قسم الحديقة.

## بحوث عنه
نقد مذهب التقي السُّبكي في دلالة التقديم على الحَصْر: دراسة بلاغية، أعدها الدكتور محمود توفيق سعد، مجلة العلوم العربية، جامعة الإمام محمد بن سعود الإسلامية، العدد 16، عام 2010.

## وفاته
استبد بتقي الدين السّبكي المرض وبدأ فيه الضعف في سنة 755 هـ، واستمر به الحال على مرضه في دمشق إلى أن ولي ابنه الإمام تاج الدين عبد الوهّاب بن علي السبكي، فمكث في دمشق عدة شهور ثم سافر تقي الدين علي السبكي إلى مصر، فودعه الناس والقلوب متلهفة من حوله تخشى عليه وعثاء السفر مع الكبر والضعف والمرض.
فوصل إلى مصر وأقام بها دون عشرين يومًا ففي ليلة الاثنين الثالث من جمادى الآخرة سنة 756 هـ فاضت روح الشيخ تقي الدين السبكي عن عمر 73 سنة. فنادي منادٍ في المدينة أن قد مات آخر المجتهدين، مات عالم الزمان، ثم حمل العلماء نعشه، فازدحم الخلق وسار به السائرون حتى دفن بمقبرة سعيد السُّعداء خارج باب النصر.

## وصلات خارجية
- ترجمة موجزة للحافظ تقي الدين السبكي
- ترجمة شيخ الإسلام تقي الدين السبكي مأخوذة من كتاب أعيان العصر وأعوان النصر لصلاح الدين الصفدي